# David di Donatello per i migliori costumi

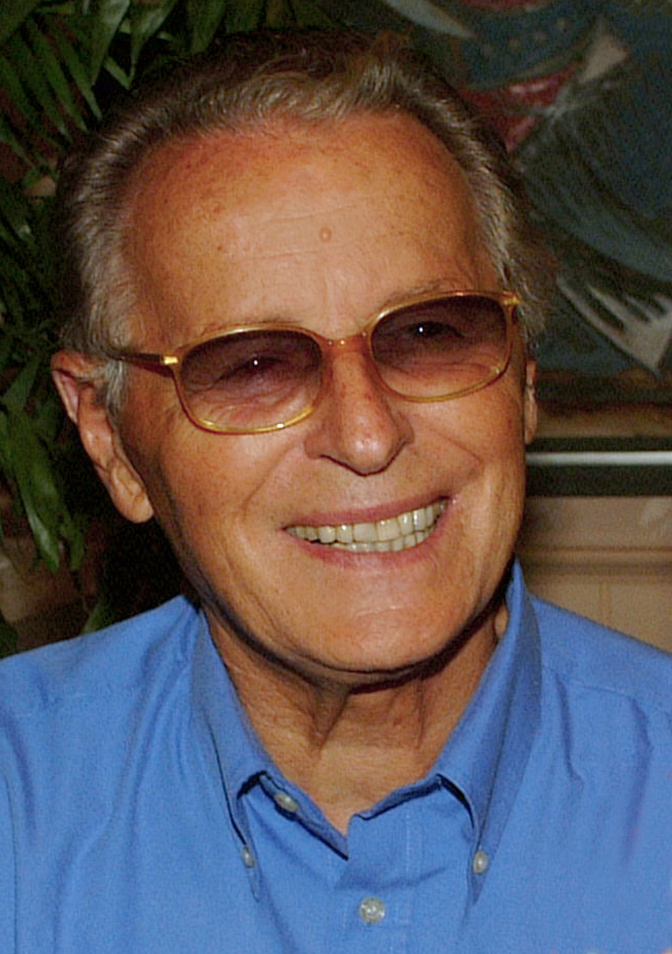
Piero Tosi è stato il primo costumista a conquistare il premio nel 1981, ottenendone in totale tre nella sua carriera.

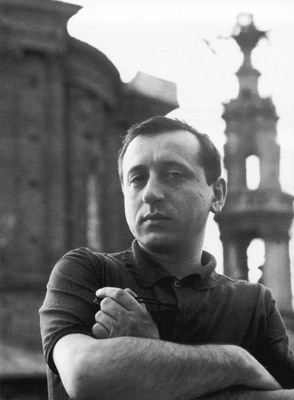
Danilo Donati ha vinto quattro david come Ursula Patzak. Dal 2021 il primato spetta a Massimo Cantini Parrini che ne ha vinti sei.

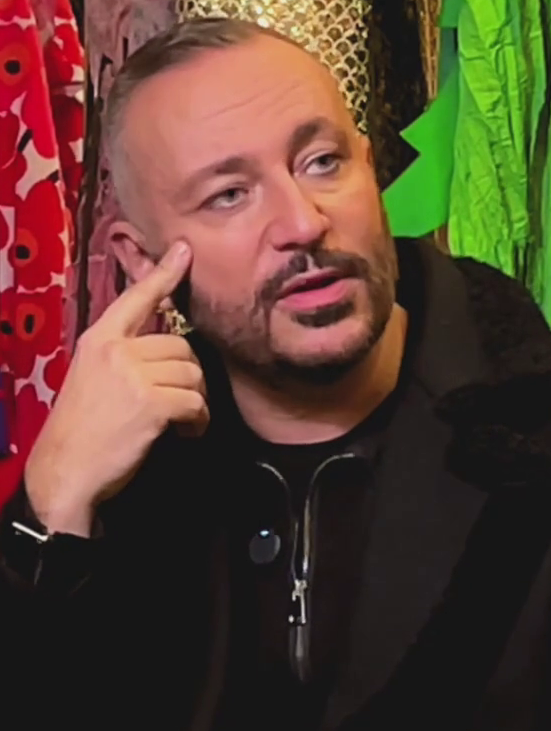
Massimo Cantini Parrini detiene il primato di conquista del premio, con sei vittorie

Il David di Donatello per i migliori costumi, conosciuto fino all'edizione 2022 come David di Donatello per la migliore costumista, è un premio cinematografico assegnato annualmente nell'ambito dei David di Donatello, a partire dalla edizione del 1981.

## Vincitori e candidati
I vincitori sono indicati in grassetto.

### Anni 1981-1989
- 1981
  - Piero Tosi - La storia vera della signora delle camelie
  - Gabriella Pescucci - Tre fratelli
  - Luciano Calosso - Fontamara
- 1982
  - Gianna Gissi - Il marchese del Grillo
  - Luca Sabatelli - Nudo di donna
  - Enzo Bulgarelli - Bosco d'amore
- 1983
  - Gabriella Pescucci - Il mondo nuovo
  - Nicoletta Ercole - Storia di Piera
  - Lucia Mirisola - State buoni se potete
  - Lina Nerli Taviani - La notte di San Lorenzo
- 1984
  - Nanà Cecchi - I Paladini: Storia d'armi e d'amori
  - Ezio Altieri - Ballando ballando
  - Maurizio Millenotti - E la nave va
- 1985
  - Enrico Job - Carmen
  - Lina Nerli Taviani - Kaos
  - Mario Carlini - Uno scandalo perbene
- 1986
  - Danilo Donati - Ginger e Fred
  - Gino Persico - Un complicato intrigo di donne, vicoli e delitti
  - Aldo Buti - La venexiana
- 1987
  - Gabriella Pescucci - Il nome della rosa (Der Name der Rose)
  - Anna Anni e Maurizio Millenotti - Otello
  - Gabriella Pescucci - La famiglia
- 1988
  - James Acheson e Ugo Pericoli - L'ultimo imperatore (The Last Emperor)
  - Nanà Cecchi - Gli occhiali d'oro
  - Carlo Diappi - Oci ciornie
- 1989
  - Lucia Mirisola - 'O Re
  - Danilo Donati - Francesco
  - Gabriella Pescucci - Splendor

### Anni 1990-1999
- 1990
  - Gianna Gissi - Porte aperte
  - Milena Canonero e Alberto Verso - Mio caro dottor Gräsler
  - Maurizio Millenotti - La voce della luna
  - Danda Ortona - Scugnizzi
  - Graziella Virgili - Storia di ragazzi e di ragazze
- 1991
  - Lucia Mirisola - In nome del popolo sovrano
  - Odette Nicoletti - Il viaggio di Capitan Fracassa
  - Francesco Panni - Mediterraneo
  - Antonella Berardi - I divertimenti della vita privata
  - Lina Nerli Taviani - Il sole anche di notte
- 1992
  - Lina Nerli Taviani - Rossini! Rossini!
  - Enrica Barbano - Cattiva
  - Gianna Gissi - Il ladro di bambini
- 1993
  - Elisabetta Beraldo - Jona che visse nella balena
  - Lina Nerli Taviani - Fiorile
  - Sissi Parravicini - Magnificat
- 1994
  - Piero Tosi - Storia di una capinera
  - Maurizio Millenotti - Il segreto del Bosco Vecchio
  - Gabriella Pescucci - Per amore, solo per amore
- 1995
  - Olga Berluti - Farinelli - Voce regina
  - Elisabetta Beraldo - Sostiene Pereira
  - Moidele Bickel - La Regina Margot
- 1996
  - Jenny Beavan - Jane Eyre
  - Beatrice Bordone - L'uomo delle stelle
  - Luciano Sagoni - Celluloide
- 1997
  - Danilo Donati - Marianna Ucrìa
  - Patrizia Chericoni e Florence Emir - Nirvana
  - Lina Nerli Taviani - Le affinità elettive
  - Francesca Sartori - Il principe di Homburg
  - Alberto Verso - La tregua
- 1998
  - Danilo Donati - La vita è bella
  - Vittoria Guaita - Il testimone dello sposo
  - Maurizio Millenotti - Il viaggio della sposa
- 1999
  - Maurizio Millenotti - La leggenda del pianista sull'oceano
  - Gianna Gissi - Così ridevano
  - Gino Persico - Ferdinando e Carolina

### Anni 2000-2009
- 2000
  - Sergio Ballo - La balia
  - Alfonsina Lettieri - Canone inverso
  - Lucia Mirisola - La carbonara
- 2001
  - Elisabetta Montaldo - I cento passi
  - Maurizio Millenotti - Malèna
  - Odette Nicoletti - Concorrenza sleale
- 2002
  - Francesca Sartori - Il mestiere delle armi
  - Nanà Cecchi - I cavalieri che fecero l'impresa
  - Maria Rita Barbera - Luce dei miei occhi
  - Silvia Nebiolo - Brucio nel vento
- 2003
  - Danilo Donati - Pinocchio
  - Mario Carlini e Francesco Crivellini - Il cuore altrove
  - Elena Mannini - Un viaggio chiamato amore
  - Francesca Sartori - Prendimi l'anima
  - Andrea Viotti - El Alamein - La linea del fuoco
- 2004
  - Francesca Sartori - Cantando dietro i paraventi
  - Gemma Mascagni - Che ne sarà di noi
  - Elisabetta Montaldo - La meglio gioventù
  - Silvia Nebiolo - Agata e la tempesta
  - Isabella Rizza - Non ti muovere
- 2005
  - Daniela Ciancio - Il resto di niente
  - Maria Rita Barbera - La vita che vorrei
  - Catia Dottori - Cuore sacro
  - Gianna Gissi - L'amore ritrovato
  - Gemma Mascagni - Manuale d'amore
- 2006
  - Nicoletta Taranta - Romanzo criminale
  - Francesco Crivellini - La seconda notte di nozze
  - Annalisa Giacci - Fuoco su di me
  - Tatiana Romanoff - Il mio miglior nemico
  - Lina Nerli Taviani - Il caimano
- 2007
  - Mariano Tufano - Nuovomondo
  - Maurizio Millenotti - N - Io e Napoleone
  - Nicoletta Ercole - La sconosciuta
  - Mariarita Barbera - Mio fratello è figlio unico
  - Lina Nerli Taviani - La masseria delle allodole
- 2008
  - Milena Canonero - I Viceré
  - Ortensia De Francesco - Lascia perdere, Johnny!
  - Catia Dottori - Hotel Meina
  - Maurizio Millenotti - Parlami d'amore
  - Silvia Nebiolo, Patrizia Mazzon - Giorni e nuvole
  - Alessandra Toesca - Caos calmo
- 2009
  - Elisabetta Montaldo - I demoni di San Pietroburgo
  - Alessandra Cardini - Gomorra
  - Mario Carlini e Francesco Crivellini - Il papà di Giovanna
  - Daniela Ciancio - Il divo
  - Lia Morandini - Caravaggio

### Anni 2010-2019
- 2010
  - Sergio Ballo - Vincere
  - Luigi Bonanno  - Baarìa
  - Lia Francesca Morandini - L'uomo che verrà
  - Gabriella Pescucci - La prima cosa bella
  - Alessandro Lai - Mine vaganti
- 2011
  - Ursula Patzak - Noi credevamo
  - Alfonsina Lettieri - Amici miei - Come tutto ebbe inizio
  - Nanà Cecchi - Christine Cristina
  - Francesca Sartori - La passione
  - Roberto Chiocchi - Vallanzasca - Gli angeli del male
- 2012
  - Lina Nerli Taviani - Habemus Papam
  - Rossano Marchi - La kryptonite nella borsa
  - Alessandro Lai - Magnifica presenza
  - Francesca Livia Sartori - Romanzo di una strage
  - Karen Patch - This Must Be the Place
- 2013
  - Maurizio Millenotti - La migliore offerta
  - Patrizia Chericoni - Educazione siberiana
  - Grazia Colombini - È stato il figlio
  - Alessandro Lai - Appartamento ad Atene
  - Roberta Vecchi e Francesca Vecchi - Diaz - Don't Clean Up This Blood
- 2014
  - Daniela Ciancio - La grande bellezza
  - Maria Rita Barbera - Anni felici
  - Alessandro Lai - Allacciate le cinture
  - Bettina Pontiggia - Il capitale umano
  - Cristiana Ricceri - La mafia uccide solo d'estate
- 2015
  - Ursula Patzak - Il giovane favoloso
  - Marina Roberti - Anime nere
  - Alessandro Lai - Latin Lover
  - Lina Nerli Taviani - Maraviglioso Boccaccio
  - Andrea Cavalletto - Torneranno i prati
- 2016
  - Massimo Cantini Parrini - Il racconto dei racconti - Tale of Tales
  - Gemma Mascagni - La corrispondenza
  - Mary Montalto - Lo chiamavano Jeeg Robot
  - Chiara Ferrantini - Non essere cattivo
  - Carlo Poggioli - Youth - La giovinezza (Youth)
- 2017
  - Massimo Cantini Parrini - Indivisibili
  - Cristiana Riccieri - In guerra per amore
  - Catia Dottori - La pazza gioia
  - Beatrice Giannini, Elisabetta Antico - La stoffa dei sogni
  - Cristina Laparola - Veloce come il vento
- 2018
  - Daniela Salernitano - Ammore e malavita
  - Massimo Cantini Parrini - Riccardo va all'inferno
  - Nicoletta Taranta - Agadah
  - Anna Lombardi - Brutti e cattivi
  - Alessandro Lai - Napoli velata
- 2019
  - Ursula Patzak - Capri-Revolution
  - Giulia Piersanti - Chiamami col tuo nome (Call Me by Your Name)
  - Massimo Cantini Parrini - Dogman
  - Loredana Buscemi - Lazzaro felice
  - Carlo Poggioli - Loro

### Anni 2020-2029
- 2020
  - Massimo Cantini Parrini - Pinocchio
  - Nicoletta Taranta - 5 è il numero perfetto
  - Valentina Taviani - Il primo re
  - Daria Calvelli - Il traditore
  - Andrea Cavalletto - Martin Eden
- 2021
  - Massimo Cantini Parrini - Miss Marx
  - Maurizio Millenotti - Hammamet
  - Nicoletta Taranta - L'incredibile storia dell'Isola delle Rose
  - Vanessa Sannino - Le sorelle Macaluso
  - Ursula Patzak - Volevo nascondermi
- 2022
  - Ursula Patzak - Qui rido io
  - Ginevra De Carolis - Diabolik
  - Mariano Tufano - È stata la mano di Dio
  - Mary Montalto - Freaks Out
  - Maurizio Millenotti - I fratelli De Filippo
- 2023
  - Maria Rita Barbera - La stranezza
  - Massimo Cantini Parrini - Chiara
  - Daria Calvelli - Esterno notte
  - Valentina Monticelli - Il signore delle formiche
  - Carlo Poggioli - L'ombra di Caravaggio
- 2024
  - Sergio Ballo e Daria Calvelli – Rapito
  - Alberto Moretti – C'è ancora domani
  - Massimo Cantini Parrini – Comandante
  - Stefano Ciammitti – Io capitano
  - Loredana Buscemi – La chimera
- 2025
  - Massimo Cantini Parrini – Le Déluge - Gli ultimi giorni di Maria Antonietta
  - Mary Montalto – Gloria!
  - Maria Rita Barbera – L'arte della gioia
  - Carlo Poggioli – Parthenope
  - Andrea Cavalletto – Vermiglio

## Costumisti pluripremiati
| Numero di vittorie | Vincitore               | Anni                               |
| ------------------ | ----------------------- | ---------------------------------- |
| 6                  | Massimo Cantini Parrini | 2016, 2017, 2018, 2020, 2021, 2025 |
| 4                  | Ursula Patzak           | 2011, 2015, 2019, 2022             |
| 4                  | Danilo Donati           | 1986, 1997, 1998, 2003             |
| 3                  | Sergio Ballo            | 2000, 2010, 2024                   |
| 2                  | Daniela Ciancio         | 2005, 2014                         |
| 2                  | Gianna Gissi            | 1982, 1990                         |
| 2                  | Maurizio Millenotti     | 1999, 2013                         |
| 2                  | Lucia Mirisola          | 1989, 1991                         |
| 2                  | Elisabetta Montaldo     | 2001, 2009                         |
| 2                  | Lina Nerli Taviani      | 1992, 2012                         |
| 2                  | Gabriella Pescucci      | 1983, 1987                         |
| 2                  | Francesca Sartori       | 2002, 2004                         |
| 2                  | Piero Tosi              | 1981, 1994                         |